# Resultados das Competições de Sumô de Robôs da RoboCore
O Sumô de Robôs foi introduzido nas competições RoboCore, e no Brasil, em 2008 no Winter Challenge, nas categorias 3kg (Auto e RC) e LEGO. O Mini-Sumô foi introduzido no Winter Challenge de 2014 na categoria Auto e o Mini RC na RoboChallenge 2022.
As competições de Sumô de Robôs organizadas e/ou que possuem suporte da RoboCore são as mais prestigiadas do país. As classes incluídas atualmente no seu programa são o Sumô 3kg RC, Sumô 3kg Auto, Mini Auto, Mini RC e Sumô LEGO. Além disso ainda há uma categoria separada de Sumô LEGO exclusiva para equipes formadas por estudantes do nível fundamental e médio, o Sumô LEGO Júnior.

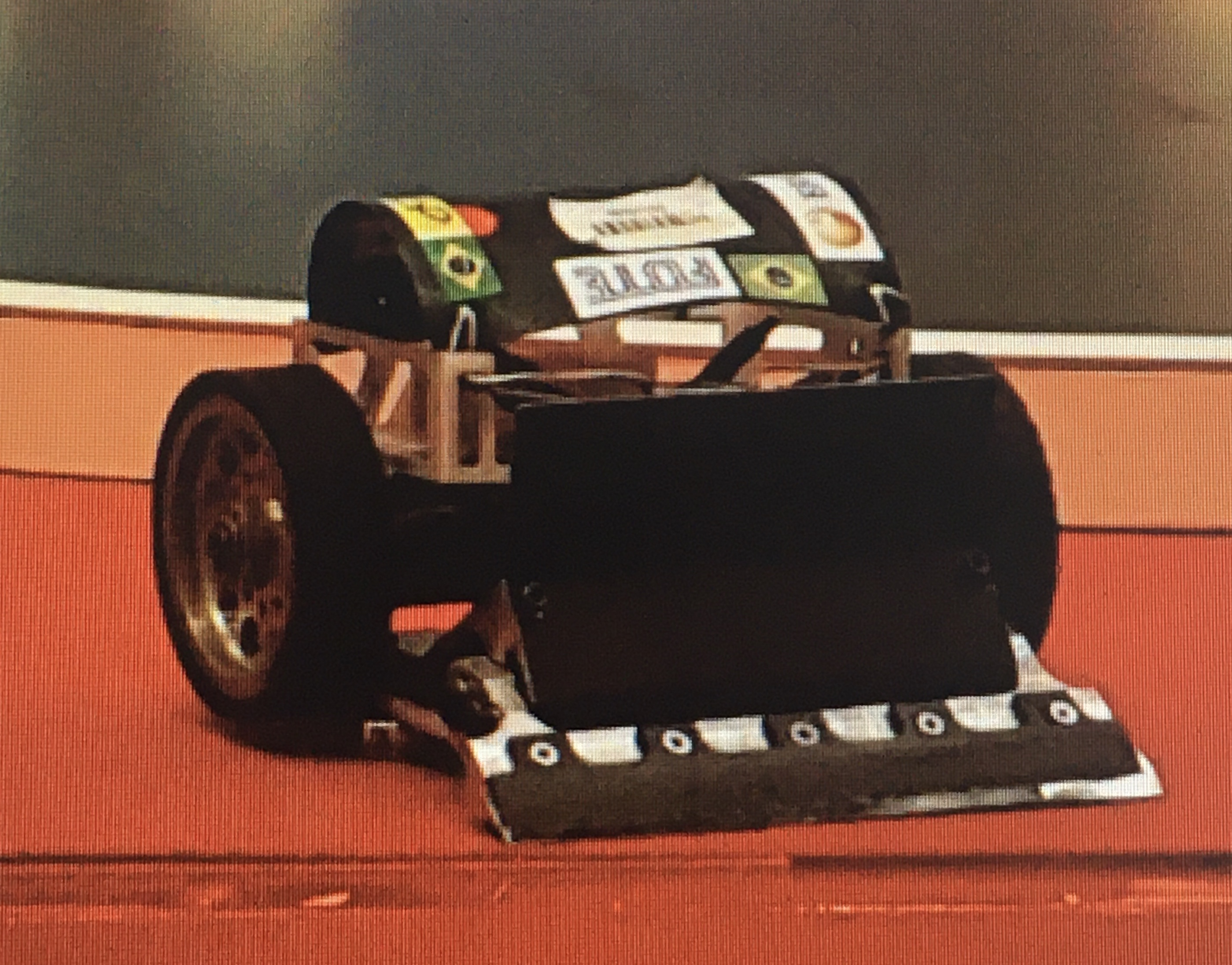
Foto de 2017 do robô de Sumô 3kg RC Stonehenge desenvolvido pela ThundeRatz. Foi o robô mais vezes campeão da RoboCore em sua era (2012 - 2020) e continua sendo o líder do Ranking RoboCore (pós IRONCup 2025). Apesar de atípico fora do país, seu design foi amplamente copiado por equipes rivais no Brasil.

Atualmente, as competições do calendário da RoboCore (RCX, IRONCup, RSM e Robochallenge) costumam ser homologadas pela FUJISOFT como Torneios Internacionais classificatórios para a All Japan Robot-Sumo Tournament, considerado o "Campeonato Mundial de Sumô de Robôs",  nas categorias Mega Sumô/3kg (Auto e RC) e Mini-Sumô/500g (Auto e RC). Dessa forma, essas competições são o principal caminho de classificação para as equipes no Brasil.

## Resultados
Atualmente, a RoboCore Experience (RCX) (antigo Winter Challenge e Summer Challenge), a IRONCup, a RSM Challenge e a RoboChallenge Brasil são os eventos do calendário da RoboCore. A RCX é considerada a competição de robótica mais importante do Brasil e por muitos considerado o "Campeonato Nacional", inclusive para sumô de robôs.  Mas, a IRONCup, a RSM Challenge e a RoboChallenge Brasil também têm se tornado competições de grande prestígio, em especial para sumô de robôs.
Além desses eventos, algumas competições especiais e únicas também são organizadas. Algumas competições mais antigas como FACE e ENECA não têm sido mais organizadas.
As competições da RoboCore premiam os três primeiros colocados de cada evento, formando um pódio de premiação.
Dentre as equipes mais vezes premiadas destacam-se a RioBotz (PUC-Rio), nos primeiros anos à introdução da categoria, e a ThundeRatz (Poli-USP) com o robô de Sumô 3kg Stonehenge, entre 2012 e 2020. Desde o fim da pandemia de COVID-19, a equipe Kimauánisso (Mauá) tem se destacado ao dominar o pódio (as vezes até formando um pódio completo) de vários eventos de sumô de robôs.
Os resultados das competições de Sumô de Robôs sancionadas pela RoboCore estão compiladas abaixo e separadas pelas categorias (Sumô 3kg RC, Sumô 3kg Auto, Mini Auto, Mini RC, Sumô LEGO e Sumô LEGO Júnior).

### Sumô 3kg RC
- | Ano  | Competição            | Ouro                         | Prata                                        | Bronze                                |
| ---- | --------------------- | ---------------------------- | -------------------------------------------- | ------------------------------------- |
| 2020 | IRONCup 2020          | Hariyama Trincabotz CEFET-MG | Stonehenge ThundeRatz                        | Bullbasaur Controlado RobotBulls      |
| 2019 | Winter Challenge XV   | Stonehenge ThundeRatz        | PitBull RC RobotBulls                        | Drakkar OMEGABOTZ                     |
| 2019 | IRONCup 2019          | Stonehenge ThundeRatz        | MoaiRC ThundeRatz                            | Drakkar OMEGABOTZ                     |
| 2018 | Winter Challenge XIV  | Stonehenge ThundeRatz        | CaiPiloto KIMAUÁNISSO                        | Ronda Equipe Phoenix                  |
| 2018 | IronCup 2018          | Stonehenge ThundeRatz        | C3 RioBotz                                   | Mareta Escola de Robótica São Caetano |
| 2017 | Winter Challenge XIII | Stonehenge ThundeRatz        | Porco Aranha Imperial Botz                   | Mr. PIG Imperial Botz                 |
| 2016 | Winter Challenge XII  | HAKA B TEAM HAKA ROBOTICS    | Porco Aranha Imperial Botz                   | Valeska MinervaBots                   |
| 2015 | Summer Challenge III  | Stonehenge ThundeRatz        | Paladino UFFight Robótica                    | Mr. PIG Imperial Botz                 |
| 2015 | Winter Challenge XI   | LUXOR ESIMEZ ROBOTS          | Stonehenge ThundeRatz                        | Harry Porco Imperial Botz             |
| 2014 | Winter Challenge X    | Stonehenge ThundeRatz        | LUXOR ESIMEZ Robot`s                         | Mr. PIG Imperial Botz                 |
| 2013 | FACE 2013             | Stonehenge ThundeRatz        | EquipePUCPRRC Equipe PucPr de Robótica Móvel | Minotauro Robótica Laboratórios       |
| 2013 | Winter Challenge IX   | Stonehenge ThundeRatz        | Mr. PIG Imperial Botz                        | Harry Porco Imperial Botz             |
| 2012 | Summer Challenge II   | Stonehenge ThundeRatz        | Boi da Cara Preta RioBotz                    | Pé de Boi RioBotz                     |
| 2012 | FACE 2012             | Stonehenge ThundeRatz        | Mamute Imperial Botz                         | Harry Porco Imperial Botz             |
| 2012 | Winter Challenge VIII | Boi da Cara Preta RioBotz    | Pé de Boi RioBotz                            | Poligno Equipe Phoenix                |
| 2011 | Winter Challenge VII  | Zarolho ANDROIDOSS           | Vírus Triton Robo                            | D 8 Politronic                        |
| 2011 | Summer Challenge I    | D 8 Politronic               | Yaluk OMEGABOTZ                              | Fuscão da Triton Triton Robos         |
| 2010 | Winter Challenge VI   | - -                          | - -                                          | - -                                   |
| 2009 | 9º ENECA              | Sumô D-Foker R/C Paru-Tec    | Boi da Cara Preta+ RioBotz                   | Daruma-Speed Triton Robos             |
| 2009 | Winter Challenge V    | Sumô D-Foker R/C Paru-Tec    | Pé de Boi RioBotz                            | Daruma Duplo - Torque Triton Robos    |
| 2008 | Winter Challenge IV   | batutinha Politronic         | Pé de Boi RioBotz                            | LLRS01 LVP Labs                       |
- | Rank | Nome da Equipe                 | Ouro | Prata | Bronze | Total |
| ---- | ------------------------------ | ---- | ----- | ------ | ----- |
| 1    | ThundeRatz                     | 11   | 3     | 0      | 14    |
| 2    | Politronic                     | 2    | 0     | 1      | 3     |
| 3    | Paru-Tec                       | 2    | 0     | 0      | 2     |
| 4    | RioBotz                        | 1    | 6     | 1      | 8     |
| 5    | ESIMEZ ROBOTS                  | 1    | 1     | 0      | 2     |
| 6    | TEAM HAKA ROBOTICS             | 1    | 0     | 0      | 1     |
| 6    | ANDROIDOSS                     | 1    | 0     | 0      | 1     |
| 6    | Trincabotz                     | 1    | 0     | 0      | 1     |
| 9    | Imperial Botz                  | 0    | 4     | 6      | 10    |
| 10   | Triton Robo                    | 0    | 1     | 3      | 4     |
| 11   | OMEGABOTZ                      | 0    | 1     | 2      | 3     |
| 12   | RobotBulls                     | 0    | 1     | 1      | 2     |
| 13   | Equipe PucPr de Robótica Móvel | 0    | 1     | 0      | 1     |
| 13   | KIMAUÁNISSO                    | 0    | 1     | 0      | 1     |
| 13   | UFFight Robótica               | 0    | 1     | 0      | 1     |
| 16   | Equipe Phoenix                 | 0    | 0     | 2      | 2     |
| 17   | LVP Labs                       | 0    | 0     | 1      | 1     |
| 17   | MinervaBots                    | 0    | 0     | 1      | 1     |
| 17   | Escola de Robótica São Caetano | 0    | 0     | 1      | 1     |
| 17   | Robótica Laboratórios          | 0    | 0     | 1      | 1     |

### Sumô 3kg Auto
- | Ano  | Competição            | Ouro                                   | Prata                           | Bronze                          |
| ---- | --------------------- | -------------------------------------- | ------------------------------- | ------------------------------- |
| 2020 | IRONCup 2020          | Aldebaran+ RioBotz                     | Moai ThundeRatz                 | Stonehenge Auto ThundeRatz      |
| 2019 | Winter Challenge XV   | PitBull RobotBulls                     | Atena MinervaBots               | Shiryu OMEGABOTZ                |
| 2019 | IRONCup 2019          | Moai ThundeRatz                        | Auterna MinervaBots             | Drakkar OMEGABOTZ               |
| 2018 | Winter Challenge XIV  | Dolgorsuren Dagvadorj Auto KIMAUÁNISSO | Moai ThundeRatz                 | Golem Equipe Phoenix            |
| 2018 | IronCup 2018          | Moai ThundeRatz                        | C3+ RioBotz                     | Catuaba UERJBotz                |
| 2017 | Winter Challenge XIII | Paçoca KIMAUÁNISSO                     | Golem Equipe Phoenix            | MetalGarurumon FEG Robótica     |
| 2016 | Winter Challenge XII  | Auterna MinervaBots                    | Mr. Pig Imperial Botz           | Traga a Vasilha SALVADOR VIPERS |
| 2015 | Summer Challenge III  | Dolgorsuren Dagvadorj Auto KIMAUÁNISSO | Moai ThundeRatz                 | Auterna MinervaBots             |
| 2015 | Winter Challenge XI   | Lancer QUARK FCE                       | BLADE LIGER ESIMEZ ROBOTS       | ESUMO Z 2.0 ESIMEZ ROBOTS       |
| 2014 | Winter Challenge X    | ESUMO Z ESIMEZ Robot`s                 | Mr. Pig Imperial Botz           | Harlem MinervaBots              |
| 2013 | FACE 2013             | - -                                    | - -                             | - -                             |
| 2013 | Winter Challenge IX   | Traga a Vasilha SALVADOR VIPERS        | Harlem MinervaBots              | Pégasus Triton Robos            |
| 2012 | Summer Challenge II   | Pé de Boi+ RioBotz                     | Traga a Vasilha SALVADOR VIPERS | Harry Porco Imperial Botz       |
| 2012 | FACE 2012             | Harry Porco Imperial Botz              | JUSTICEIRO AutomaTronics        | StoneHenge ThundeRatz           |
| 2012 | Winter Challenge VIII | Pé de Boi+ RioBotz                     | PapaCapim GERM UDESC            | Zero ITAndroids                 |
| 2011 | Winter Challenge VII  | PaPaCaPim GERM UDESC                   | GHOST GEAR_EST                  | Spin Up SALVADOR VIPERS         |
| 2011 | Summer Challenge I    | Zeus+ LVP Labs                         | KOSHI-HIMA SALVADOR VIPERS      | Quéops Unite                    |
| 2010 | Winter Challenge VI   | Boi da Cara Preta+ RioBotz             | Pé de Boi+ RioBotz              | Quéops Unite                    |
| 2009 | 9º ENECA              | Pé de Boi+ RioBotz                     | Cochabamba WestBots             | Sumô D-Foker Paru-Tec           |
| 2009 | Winter Challenge V    | Pé de Boi+ RioBotz                     | ARI GRAEST                      | Cochabamba WestBots             |
| 2008 | Winter Challenge IV   | Pé de Boi+ RioBotz                     | Platão - recarregado Paru-Tec   | KOSHI-HIMA SALVADOR VIPERS      |
- | Rank | Nome da Equipe  | Ouro | Prata | Bronze | Total |
| ---- | --------------- | ---- | ----- | ------ | ----- |
| 1    | RioBotz         | 7    | 2     | 0      | 9     |
| 2    | KIMAUÁNISSO     | 3    | 0     | 0      | 3     |
| 3    | ThundeRatz      | 2    | 3     | 2      | 7     |
| 4    | MinervaBots     | 1    | 3     | 2      | 6     |
| 5    | SALVADOR VIPERS | 1    | 2     | 3      | 6     |
| 6    | Imperial Botz   | 1    | 2     | 1      | 4     |
| 7    | ESIMEZ          | 1    | 1     | 1      | 3     |
| 8    | GERM UDESC      | 1    | 1     | 0      | 2     |
| 9    | LVP Labs        | 1    | 0     | 0      | 1     |
| 9    | QUARK FCE       | 1    | 0     | 0      | 1     |
| 9    | RobotBulls      | 1    | 0     | 0      | 1     |
| 12   | Equipe Phoenix  | 0    | 1     | 1      | 2     |
| 12   | Paru-Tec        | 0    | 1     | 1      | 2     |
| 12   | WestBots        | 0    | 1     | 1      | 2     |
| 15   | GEAR_EST        | 0    | 1     | 0      | 1     |
| 15   | GRAEST          | 0    | 1     | 0      | 1     |
| 15   | AutomaTronics   | 0    | 1     | 0      | 1     |
| 18   | OMEGABOTZ       | 0    | 0     | 2      | 2     |
| 18   | Unite           | 0    | 0     | 2      | 2     |
| 20   | UERJBotz        | 0    | 0     | 1      | 1     |
| 20   | FEG Robótica    | 0    | 0     | 1      | 1     |
| 20   | Triton Robos    | 0    | 0     | 1      | 1     |
| 20   | ITAndroids      | 0    | 0     | 1      | 1     |

### Mini-Sumô Auto
- | Ano  | Competição            | Ouro                                 | Prata                         | Bronze                    |
| ---- | --------------------- | ------------------------------------ | ----------------------------- | ------------------------- |
| 2020 | IRONCup 2020          | BlackBull RobotBulls                 | Mork RSM Robótica             | Koumori Equipe Paralela   |
| 2019 | Winter Challenge XV   | Mini Coiote RioBotz                  | RoZeta ThundeRatz             | ABullminável RobotBulls   |
| 2019 | IRONCup 2019          | Quality KoNaR                        | FarmBull RobotBulls           | BadBull RobotBulls        |
| 2018 | Winter Challenge XIV  | Luiz O Espalha Lixo KIMAUÁNISSO      | FarmBull RobotBulls           | Zé Pequeno MinervaBots    |
| 2018 | IronCup 2018          | EliteBull RobotBulls                 | MiniBull RobotBulls           | Zé Pequeno MinervaBots    |
| 2017 | Winter Challenge XIII | Elevinho KIMAUÁNISSO                 | EliteBull RobotBulls          | RoZeta ThundeRatz         |
| 2016 | Winter Challenge XII  | SPEED ELECTRONICS Team               | ST-HÉRCULES PHOENIX ITSPR     | TeslaSumo TeslaMexico     |
| 2015 | Summer Challenge III  | Dolgorsuren Dagvadorj JR KIMAUÁNISSO | Sei Mô Imperial Botz          | - RobotBulls              |
| 2015 | Winter Challenge XI   | ST-SPIKE PHOENIX ITSPR               | Boris Master ITS DE POZA RICA | Boris Jr ITS DE POZA RICA |
| 2014 | Winter Challenge X    | Tepehuani Sheeps Team                | Tremendo CMR-UPIITA           | Pinky Steves TEAM         |
- | Rank | Nome da Equipe   | Ouro | Prata | Bronze | Total |
| ---- | ---------------- | ---- | ----- | ------ | ----- |
| 1    | KIMAUÁNISSO      | 3    | 0     | 0      | 3     |
| 2    | RobotBulls       | 2    | 4     | 3      | 9     |
| 3    | PHOENIX ITSPR    | 1    | 1     | 0      | 2     |
| 4    | ELECTRONICS Team | 1    | 0     | 0      | 1     |
| 4    | KoNaR            | 1    | 0     | 0      | 1     |
| 4    | RioBotz          | 1    | 0     | 0      | 1     |
| 4    | Sheeps Team      | 1    | 0     | 0      | 1     |
| 8    | ITS DE POZA RICA | 0    | 1     | 1      | 2     |
| 8    | ThundeRatz       | 0    | 1     | 1      | 2     |
| 10   | CMR-UPIITA       | 0    | 1     | 0      | 1     |
| 10   | Imperial Botz    | 0    | 1     | 0      | 1     |
| 10   | RSM Robótica     | 0    | 1     | 0      | 1     |
| 13   | MinervaBots      | 0    | 0     | 2      | 2     |
| 14   | Equipe Paralela  | 0    | 0     | 1      | 1     |
| 14   | Steves TEAM      | 0    | 0     | 1      | 1     |
| 14   | TeslaMexico      | 0    | 0     | 1      | 1     |

### Sumô LEGO
- | Ano  | Competição            | Ouro                     | Prata                                 | Bronze                                 |
| ---- | --------------------- | ------------------------ | ------------------------------------- | -------------------------------------- |
| 2020 | IRONCup 2020          | NeBulloso RobotBulls     | LEGOberto Trincabotz CEFET-MG         | - Rinobot                              |
| 2019 | Winter Challenge XV   | - Rinobot                | Treta MinervaBots                     | 7-Zippi Trincabotz CEFET-MG            |
| 2019 | IRONCup 2019          | ThunderTruck ThundeRatz  | Triturador Rinobot                    | Yoshuto TamanduTech                    |
| 2018 | Winter Challenge XIV  | Chuck Norris KIMAUÁNISSO | Stalinho KIMAUÁNISSO                  | Treta MinervaBots                      |
| 2018 | IronCup 2018          | ThunderBlock ThundeRatz  | ThunderStruck ThundeRatz              | Legolas Trincabotz CEFET-MG            |
| 2017 | Winter Challenge XIII | Chuck Norris KIMAUÁNISSO | Stalinho KIMAUÁNISSO                  | Ziriguidum KIMAUÁNISSO                 |
| 2016 | Winter Challenge XII  | Pit Bull Triton Robos    | Pumba TROIA                           | Gambibot Yapira                        |
| 2015 | Summer Challenge III  | ThunderStruck ThundeRatz | Zeferina Equipe Phoenix               | ThunderBlock ThundeRatz                |
| 2015 | Winter Challenge XI   | Chuck Norris KIMAUÁNISSO | Joninhas KIMAUÁNISSO                  | Zeferino Equipe Phoenix                |
| 2014 | Winter Challenge X    | Zeferina Equipe Phoenix  | Nervoso RioBotz                       | Joninhas KIMAUÁNISSO                   |
| 2013 | FACE 2013             | Brick Robótica Univille  | ThunderTruck ThundeRatz               | HULK Robótica Univille                 |
| 2013 | Winter Challenge IX   | Federal Triton Robos     | Wasabi Escola de Robótica São Caetano | Stalinho KIMAUÁNISSO                   |
| 2012 | Summer Challenge II   | Chuck Norris KIMAUÁNISSO | Stalinho KIMAUÁNISSO                  | - CEB                                  |
| 2012 | FACE 2012             | k2 2.0 Techno Sachs Team | TJ-lego TJ                            | K2 Techno Sachs Team                   |
| 2012 | Winter Challenge VIII | Chuck Norris KIMAUÁNISSO | Stalinho KIMAUÁNISSO                  | PucoBot Equipe PucPr de Robótica Móvel |
| 2011 | Winter Challenge VII  | Chuck Norris KIMAUÁNISSO | Skunk ThundeRatz                      | Stalinho KIMAUÁNISSO                   |
| 2011 | Summer Challenge I    | Stalinho KIMAUÁNISSO     | Joninhas KIMAUÁNISSO                  | Chuck Norris KIMAUÁNISSO               |
| 2010 | Winter Challenge VI   | Chuck Norris KIMAUÁNISSO | Joninhas KIMAUÁNISSO                  | Stalinho KIMAUÁNISSO                   |
| 2009 | 9º ENECA              | Edge RobotTeC            | - Robótica Laboratórios               | Zippi Trincabotz CEFET-MG              |
| 2009 | Winter Challenge V    | - GRAEST                 | - GRAEST                              | Zippi Trincabotz CEFET-MG              |
| 2008 | Winter Challenge IV   | -                        | -                                     | -                                      |
- | Rank | Nome da Equipe                 | Ouro | Prata | Bronze | Total |
| ---- | ------------------------------ | ---- | ----- | ------ | ----- |
| 1    | KIMAUÁNISSO                    | 8    | 7     | 6      | 21    |
| 2    | ThundeRatz                     | 3    | 3     | 1      | 7     |
| 3    | Triton Robos                   | 2    | 0     | 0      | 2     |
| 4    | Equipe Phoenix                 | 1    | 1     | 1      | 3     |
| 4    | Rinobot                        | 1    | 1     | 1      | 3     |
| 6    | GRAEST                         | 1    | 1     | 0      | 2     |
| 7    | Robótica Univille              | 1    | 0     | 1      | 2     |
| 7    | Techno Sachs Team              | 1    | 0     | 1      | 2     |
| 9    | RobotBulls                     | 1    | 0     | 0      | 1     |
| 9    | RobotTeC                       | 1    | 0     | 0      | 1     |
| 11   | Trincabotz CEFET-MG            | 0    | 1     | 4      | 5     |
| 12   | MinervaBots                    | 0    | 1     | 1      | 2     |
| 13   | TROIA                          | 0    | 1     | 0      | 1     |
| 13   | RioBotz                        | 0    | 1     | 0      | 1     |
| 13   | Escola de Robótica São Caetano | 0    | 1     | 0      | 1     |
| 13   | TJ                             | 0    | 1     | 0      | 1     |
| 13   | Robótica Laboratórios          | 0    | 1     | 0      | 1     |
| 18   | TamanduTech                    | 0    | 0     | 1      | 1     |
| 18   | Yapira                         | 0    | 0     | 1      | 1     |
| 18   | Equipe PucPr de Robótica Móvel | 0    | 0     | 1      | 1     |
| 18   | CEB                            | 0    | 0     | 1      | 1     |